# Euphyia hibernica
Euphyia hibernica là một loài bướm đêm trong họ Geometridae.